# Walter Obermaier
Walter Obermaier (* 13. September 1942 in Wien; † 9. Mai 2024 ebenda) war ein österreichischer Literaturwissenschaftler und Bibliothekar in Wien. Er war von 1999 bis 2004 Direktor der Wiener Stadt- und Landesbibliothek. 
Das Studium der Germanistik und Geschichte schloss Obermaier 1967 mit einer Dissertation über Die Wiener Hofburg im Spätmittelalter ab. Ab 1975 war Obermaier langjähriger Leiter der Handschriftensammlung der Wiener Stadt- und Landesbibliothek, von 1998 bis 2004 übernahm er deren Leitung. Er war einer der Herausgeber der Historisch-Kritischen Nestroy-Ausgabe. Am 31. Januar 2024 wurde ihm das Goldene Ehrenzeichen für Verdienste um das Land Wien verliehen.
Obermaier verstarb im Mai 2024. Der Bürgermeister der Stadt Wien, Michael Ludwig, und die Kulturstadträtin Veronica Kaup-Hasler würdigten ihn für seine Verdienste um die österreichische Literatur. Kaup-Hasler erinnerte in ihren Kondolenzworten: „Sein Engagement für die Sammlung, Bewahrung und Zugänglichmachung unserer literarischen Schätze, von Nestroy bis Mayröcker, von Schubert bis zur Rockband Drahdiwaberl, war beispielhaft. Er war ein Meister darin, die Vergangenheit zu bewahren und dadurch Brücken in die Zukunft zu bauen. Sein visionäres Denken und sein tiefes Verständnis für kulturelle Zusammenhänge haben die Wienbibliothek zu einem lebendigen Ort des Wissens und der Begegnung gemacht.“

## Veröffentlichungen
- 1977 Briefe von Johann Nestroy (ergänzte und revidierte Neuausgabe 2005)
- 1978 Briefe an Frieda Zerny von Hugo Wolf
- 1979 Brief an die Freunde = Brief an seine Freunde : Faksimile von Franz Schubert
- 1982 Johann Nestroy. Sämtliche Werke: historisch-kritische Ausgabe, Stücke; 12, Eine Wohnung ist zu vermiethen [u. a.]
- 1984 Ausgewählte Briefe aus Wiener öffentlichen Sammlungen von Franz Schmidt
- 1986 Wiener Spaziergänge von Daniel Spitzer
- 1988 Franz Schmidt und seine Zeit: Symposium 1985
- 1991 Grillparzer, oder, Die Wirklichkeit der Wirklichkeit
- 1996 Johann Nestroy. Sämtliche Werke: historisch-kritische Ausgabe, Stücke; 8/I, Die Familien Zwirn, Knieriem und Leim [u. a.]
- 1997 Der holländische Bauer von Johann Nestroy
- 1998 Karikaturen-Charivari mit Heurathszweck von Johann Nestroy
- 1999 Wiener Strauss-Karikaturen im 19. Jahrhundert
- 1999 Alles will den Prophet'n seh'n von Johann Nestroy
- 2000 Johann Nestroy. Sämtliche Werke: historisch-kritische Ausgabe, Stücke; 24/I, Zwey ewige Juden und Keiner
- 2001 Die Welt steht auf kein Fall mehr lang: Johann Nestroy zum 200. Geburtstag von Johann Nestroy
- 2003 Johann Strauss ent-arisiert die Sammlung Strauss-Meyszner: Impulse für Forschung und Interpretation (Ausstellungskatalog)
- 2004 Johann Nestroy. Sämtliche Werke: historisch-kritische Ausgabe, Stücke; 3, Zampa der Tagdieb oder Die Braut von Gyps [u. a.]
- 2005 Sämtliche Briefe von Johann Nestroy
- 2009 Dokumente von Johann Nestroy